# Aigo boulido
L'aigo boulido ou aiga bolida, qui se traduit en français par « eau bouillie », est un bouillon provençal préparée à base d'ail, de thym et de feuilles de sauge bouillies.

## Historique

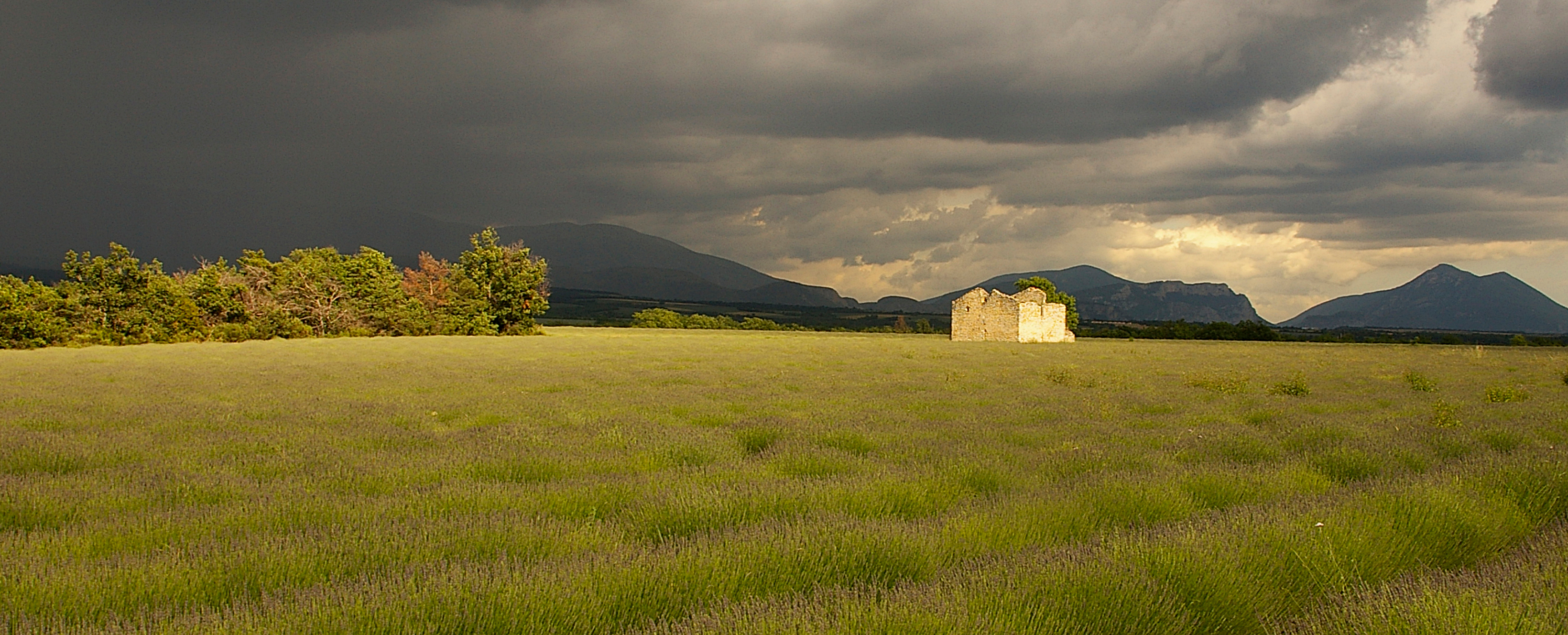
Paysage sauvage de Haute Provence (plateau de Valensole)

Selon les régions de Provence et surtout les différentes vallées des Alpes Provençales, l'aigo boulido a plusieurs origines. L'une d'entre elles la considère comme une partie du gros souper servi en Provence, la veille de Noël. L'eau, dans laquelle avait bouilli la sauge, et/ou le thym était versée sur des tranches de pain rassis frottées d'ail frais et recouvertes d'un filet d'huile d'olive.
Une autre origine plus ancienne provient du repas minimal que pouvait s'offrir un voyageur sur les sentiers « désertiques » et peu peuplés de Provence. Il pouvait utiliser les herbes cueillies pendant sa marche et l'eau de source à sa disposition. Faire bouillir l'eau permettait d'éliminer tous les germes pathogènes d'où le proverbe bien connu : L'aigo boulido sauvo la vido (« L'eau bouillie sauve la vie »), qui souligne à la fois les effets bénéfiques de cette soupe et son aspect économique. La plante le plus souvent rencontrée était le thym, presque partout présent en Provence. Pouvaient s'y ajouter d'autres aromates ou des petits légumes. Le repas succinct pouvait s'accompagner d'amandes séchées présentes toute l'année sur les arbres ou d'olives sèches délaissées et encore comestibles.
Elle est aujourd'hui considérée comme un mets d'après festivités et de diète.
Selon la croyance populaire, si le bouillon n'était pas bu complètement au moment de reprendre la route, le voyageur devait verser le reste derrière lui pour stopper le "malin", faire trois fois le signe de croix où tourner trois fois sur lui-même par référence à la Sainte Trinité. Cette pratique devait certainement avoir, entre autres, un but "hygiéniste". En effet, en raison de la chaleur (surtout en été) il n'était pas préférable de conserver le mets, mais plutôt d'en refaire un autre à la prochaine étape.

## Variante
Une variante comtadine et camarguaise a été nommée « bouillabaisse borgne », bien qu'aucun poisson n'entre dans sa recette. À la soupe traditionnelle sont simplement ajoutés des œufs pochés et des légumes bouillis.
Il existe aussi une recette d'eau de sauge originaire des Alpes-de-Haute-Provence (macération des fleurs dans l'alcool). Voir l'article principal sur la sauge officinale

## Accord mets/vin
Traditionnellement, on ne boit pas de vin en accompagnement de cette soupe.